# Sericophanes rubripes
Sericophanes rubripes är en insektsart som beskrevs av Knight 1968. Sericophanes rubripes ingår i släktet Sericophanes och familjen ängsskinnbaggar. Inga underarter finns listade i Catalogue of Life.